# Kecamatan Supriori Selatan
Kecamatan Supriori Selatan är ett distrikt i Indonesien.   Det ligger i provinsen Papua, i den östra delen av landet, 3 200 km öster om huvudstaden Jakarta. Kecamatan Supriori Selatan ligger på ön Kepulauan Schouten.